# Zweiter Finanzvertrag
Der Zweite Finanzvertrag innerhalb der Europäischen Gemeinschaften (Vertrag zur Änderung bestimmter Finanzvorschriften vom 22. Juli 1975), der am 31. Dezember 1977 in Kraft trat, änderte Regeln zur Verwaltung des EG-Haushalts durch die Europäische Kommission und errichtete den Europäischen Rechnungshof (kurz EuRH).

## Hintergrund
Der EuRH gehört zu den Organen der Europäischen Union. Er wurde 1975 durch den Vertrag zur Änderung bestimmter Finanzvorschriften errichtet und nahm 1977 als unabhängiges Kontrollorgan seine Arbeit auf.